# Elk Creek (Nebraska)
Pour les articles homonymes, voir Elk Creek.
Elk Creek est un village du comté de Johnson, dans l'État du Nebraska, aux États-Unis. En 2020, il comptait une population de 67 habitants.